# Loktjärnen (Näskotts socken, Jämtland)
Loktjärnen är en sjö i Krokoms kommun i Jämtland och ingår i Indalsälvens huvudavrinningsområde.